# I. Izabella kasztíliai királynő
I. Izabella (ismert még történelmi ragadványnevén, mint Katolikus Izabella, spanyolul: Isabel la Católica; Madrigal de las Altas Torres, Kasztília, 1451. április 22. – Medina del Campo, Kasztília, 1504. november 26.), Kasztília és León királynője 1474-től, valamint hitvese, II. Ferdinánd révén Aragónia királynéja is volt 1479-től 1504-ben bekövetkezett haláláig. Az aragón királlyal való dinasztikus házasságával megteremtették a mai egységes Spanyolország alapjait. A „Katolikus királyok” (spanyolul: Reyes Católicos) néven tartja számon őket a történettudomány.
Izabella II. János kasztíliai király és Portugáliai Izabella egyetlen leánya volt. Miután az örökösödési háború során sikeresen megszerezte Kasztília trónját, hozzálátott a kormányzat átszervezéséhez. Uralkodása alatt visszaszorította a bűnözést, felszámolta a féltestvére, IV. Henrik által teremtett adósságokat, valamint férjével, II. Ferdinánd aragóniai királlyal megteremtették Spanyolország de facto egyesülésének alapjait, ezzel ők az első ibériai uralkodók, akikre mint spanyol király és királynő hivatkoznak.
Regnálásuk alatt fejeződött be a reconquista, azaz az Ibériai-félsziget felszabadítása a muszlim megszállás alól. Szintén uralkodásukra esett a spanyol inkvizíció indulása, a zsidók tömeges üldöztetése, Kolumbusz Kristóf 1492-es újvilági útjának finanszírozása és ezzel a Spanyol Birodalom születése, amellyel az ország történelmében kezdetét vette a Spanyol Aranykor.

## Származása
I. Izabella édesapja II. János (1405–1454), Kasztília királya. Édesanyja a király második felesége, Portugáliai Izabella (1428–1496) királyné – János (1400–1442) infánsnak és feleségének, Isabel de Bragançának (1402–1465) a leánya – az Avis-házból, Portugália királyi dinasztiájából származott; a dinasztia alapító I. (Nagy) János (1357–1433) királynak az unokája volt.

## Élete és uralkodása

### A születésétől a trónra lépéséig (1451–1474)

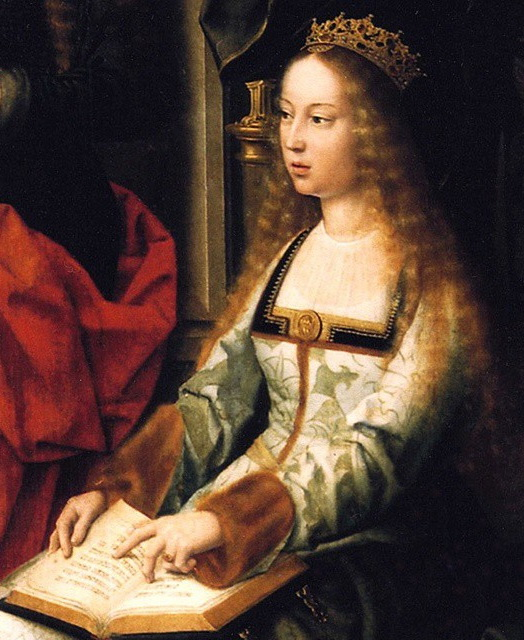
Katolikus Izabella királynő

A hároméves Izabellának és az öccsének, Alfonz (1453–1468) infánsnak az édesapjuk halálakor (1454), az édesanyjukkal együtt, el kellett hagyniuk a királyi udvart; Arévalo városa lett a lakóhelyük. Már itt Izabella környezetébe kerültek a későbbi bizalmasai: Beatriz Fernández de Bobadilla (1440–1511), aki szinte a barátnője lett az infánsnőnek; Gutierre de Cárdenas (?–1503) titkár és „mindenes”; Gonzalo Chacón y Martínez del Castillo (1429–1507), a későbbi főudvarnagy. Izabella lelki neveléséről az 1976-ban szentté avatott portugál apáca, Beatriz da Silva (1424–1492) gondoskodott.
Még csak  hatéves volt Izabella, amikor először felvetődött az, ki legyen az infánsnő férje. 1457. májusban IV. Henrik király találkozott az unokatestvérével, II. János (1398–1479) navarrai királlyal (1458-tól – szintén II. János néven – Aragónia királya, a Trastámara-ház aragóniai ágából származott). Ekkor a kiszemelt leendő férj a navarrai uralkodó kisebbik fia, Aragóniai Ferdinánd (1452–1516) infáns volt (aki később valóban Izabella férje lett). Három évvel később azonban fordulat következett be IV. Henrik és II. János kapcsolatában. 1460. április 4-én, a navarrai Tudela városában II. János navarrai (és immár aragóniai) király szövetséget kötött egy, egyes kasztíliai nemesekből alakult csoportosulással, amelynek élén Alfonso (Alonso) Carrillo de Acuña (1410–1482), Toledo érseke állt.  Csatlakozott hozzájuk Juan Fernández Pacheco (1419–1474), Villena őrgrófja (márkija), IV. Henrik korábbi kegyence (az érsek távolabbi unokatestvére). A szövetség IV. Henrik és az új kegyence, Beltrán de la Cueva (1435?; 1443?–1492), Alburquerque leendő hercege ellen irányult. A szövetkezők Izabella öccsét, Alfonz infánst akarták IV. Henrikkel szemben felléptetni. IV. Henrik erre válaszul II. Jánosnak az apjával szemben álló, nagyobbik fiát, Károlyt (1421–1461), Viana hercegét akarta támogatni, és felajánlotta a hercegnek Izabella kezét. Károly herceg azonban 1461-ben meghalt, a kasztíliai király elképzelése meghiúsult, és a még gyermektelen IV. Henrik elfogadta azt, hogy Alfonz legyen az örököse.
Még 1461 végén, avagy 1462 elején, IV. Henrik Izabellát és Alfonzt a királyi udvarba, Madridba hozatta, ahol – 1462. február 28-án – megszületett IV. Henriknek a leánya, Johanna (1462–1530) infánsnő, akinek az édesanyja a király második felesége, Portugáliai Johanna (1439–1475) királyné volt (Avis-ház). IV. Henrik a Cortest, a rendi gyűlést, az 1462. május 9-én, Madridban tartott ülésén, megeskettette arra, hogy Johanna infánsnő lesz az örököse.
1462–1463 táján IV. Henrik és felesége V. Alfonz (1432–1481) portugál királlyal (Johanna királyné bátyjával) kívánták Izabellát összeházasítani, amit a még nagyon fiatal infánsnő határozottan visszautasított, azzal, hogy Kasztília nemeseinek beleegyezésével köthet csak házasságot. (IV. Henrik részéről ennek a házasságnak az ötlete 1464-ben is felmerült, ekkor Izabella találkozott is a portugál uralkodóval.)
Kasztíliában nagyon sokan Johanna nemző-apjának nem a királyt, hanem IV. Henrik kegyencét, Beltrán de la Cuevát tartották, ezért Johanna infánsnőt „La Beltraneja” néven emlegették. 1464. szeptember 26-a és 28-a között, Burgosban, a nemességnek a királlyal szemben álló része – köztük Carrillo toledói érsek, Alonso de Fonseca (1418–1473), Sevilla érseke, Rodrigo Alonso Pimentel (1441 körül – 1499), Benavente grófja (később hercege), Álvaro de Zúñiga (Estúñiga) y Guzmán (1410 körül – 1488) Plasencia grófja (később Arévalo hercege)  – ezért szövetségbe (ligába) tömörült, és azt követelte a királytól, hogy Alfonz herceget hivatalosan tegye az örökösévé, mert Johanna „törvénytelen” gyermek. 1464. november 30-án, e nemeseknek a ligája, élükön már Juan Fernández Pachecóval, Villena márkijával, Cigales és Cabezón de Pisuerga között, megállapodtak a királlyal abban, hogy Alfonz infánst Asztúria hercegének, és így trónörökösnek nyilvánítja. Ezt IV. Henrik az 1464. december 4-én kiadott okiratával kihirdette, és Alfonzt – Izabellától elválasztva – kiadta Carrillo érseknek, Villena márkijának és társaiknak. IV. Henrik azonban, 1465. februárban, Medina del Campoban,  a korábbi nyilatkozatát visszavonta. A király egyidejűleg úgy döntött, hogy Johanna királynőnek, a lányuknak, Johanna infánsnőnek, és Izabellának Madridból Segoviába kell költözniük.
A király lépésére válaszul, 1465. június 6-án, Ávilában, a nemesi liga (többek között Carrillo érsek, Villena márkija, Benavente grófja, Plasencia grófja, Fadríque Enríquez (1393 körül – 1473), Kasztília admirálisa) Alfonz herceget „XII. Alfonz” néven Kasztília királyává kiáltotta ki. (Ezt az eseményt az utókor „ávilai bohózat” néven említi.) Kasztíliában három évig (1465–1468) tartó polgárháború tört ki, IV. Henrik támogatói és Alfonz hívei között.
1466-ban IV. Henrik, abból a célból, hogy ellenfelei táborát megbontsa, Izabella kezét felajánlotta Villena márki testvérének, Pedro Girón Acuña Pachecónak (1423–1466), a Calatrava Lovagrend mesterének. Az esküvőre való felkészülés jegyében, a király parancsára, Izabella már úton volt Segoviából Madridba, amikor a szintén oda tartó „vőlegény”, 1466. április 20-án, Villarrubia de los Ojosban, váratlanul elhunyt; Izabellának pedig vissza kellett térnie Segoviába.
A kasztíliai polgárháború legjelentősebb ütközetére 1467. augusztus 20-án, Olmedo városa mellett került sor, ez volt az úgynevezett második olmedói csata. IV. Henrik seregét – a király mellett – Beltrán de la Cueva, Pedro Fernández de Velasco y Manrique de Lara (1425–1492), Haro grófja, Pedro González de Mendoza (1428–1495), aki ekkor Calahorra püspöke volt, valamint a bátyja, Diego Hurtado de Mendoza y Suárez de Figueroa (1417–1479), Santillana márkija (később Infantado hercege is) vezérelték. Alfonz herceg seregét Carrillo toledói érsek, és Fonseca, a sevillai érsek vezette; a csata tulajdonképpen eldöntetlenül fejeződött be. Villena márkija, távol maradt az ütközettől, átállt IV. Henrik oldalára, ugyanis a király őt tette a Santiago Lovagrend mesterévé. Az ütközet után, 1467. szeptemberben (vagy októberben), Juan Árias de Ávila y González (1436 körül – 1497), Segovia püspöke, és testvére, Pedro Árias de Ávila y González (1430–1476) kapitány, akik korábban az uralkodó hívei voltak, cserbenhagyták IV. Henriket, megnyitották Segovia városát Alfonz hívei előtt (akik azonban nem tartották meg a várost).  Mindenesetre Izabella, teljesen váratlanul, szabad lett, és hosszú évek után visszatérhetett az édesanyjához, Arévalóba. Hasonlóképpen, évek után, Izabella találkozott az öccsével is. A szemben álló felek hat hónapra fegyverszünetet kötöttek; ennek kezeseként Johanna királynénak Segoviából Fonseca sevillai érsek kastélyába (Alaejos) kellett költöznie.
A következő évben (1468) Izabella és Alfonz Arévalót elhagyták, a biztonságosabb Ávila városa felé tartottak; ez a város ugyanis IV. Henrik és Alfonz herceg harcában a herceget támogatta. Alfonz herceg azonban 1468. július 5-én, Cardeñosa településen, Ávila mellett, pestisben meghalt (bár voltak, akik azt állították, hogy a herceget megmérgezték).
A néhai trónörökös hívei, elsősorban Carrillo érsek, ekkor Izabella felé fordultak. Közülük többen, így Carrillo érsek is, már Alfonz herceg halálának a másnapján (vagy pár nappal később), megjelentek Izabella előtt, Ávilában, a Santa Ana zárdában, és kijelentették azt, hogy szeretnék őt Kasztília királynőjének nyilvánítani. Ezt Izabella elutasította, de az Asztúria hercegnője címet elfogadta. IV. Henrik hívei és ellenfelei között a békét azonban csak az 1468. szeptember 19-én, a Los Toros de Guisandóban megkötött megállapodás teremtette meg. Ebben a szerződésben IV. Henrik és Izabella abban állapodtak meg, hogy IV. Henrik örököse Izabella lesz, továbbá Izabella nem házasodhat meg a király tudomása nélkül, illetve Izabella lakóhelyének a király Ocaña települést jelölte ki; Izabellának Ávilából ide kellett költöznie.
Izabella házasságkötési szándéka hamarosan megerősödött. Saját maga a férjének Aragóniai Ferdinánd infánst szemelte ki (aki 1468-tól – II. Ferdinánd néven – Szicília királya volt), sőt, 1468. november 1-jén, IV. Henrik udvarába megérkezett az aragóniai királynak, II. Jánosnak a követe, aki az uralkodó ajánlatát hozta, Izabella és Ferdinánd kössenek házasságot. Carrillo érsek és Fadríque Enriquez admirális, Ferdinánd nagyapja, támogatták ezt a házasságot. 1469. január 7-én a házassági szerződést meg is kötötték, Izabella rendkívül határozott volt: Vagy Ferdinánd lesz a férje, vagy „senki más”. Izabella, 1469. májusban, a király andalúziai utazása alatt, Carrillo érsek segítségével, Ocañát elhagyta, és – Arévalo, illetve Ávila, valamint Madrigal de las Altas Torres érintésével – augusztusban Valladolidba ment. 1469. szeptember 8-án Izabella levélben tájékoztatta IV. Henriket a Ferdinánddal tervezett házasságról. Ferdinánd 1469. októberben, titokban, Valladolidba érkezett; ebben Pedro Manrique de Lara y Sandoval (1443 körül – 1515), Treviño grófja segített neki. Izabella és Ferdinánd ekkor találkoztak először, azonnal szerelemre is lobbantak egymás iránt. 1469. október 19-én, Valladolidban, Izabella egyik hívének, Juan de Viverónak (1439–1472) a palotájában, Izabella és Ferdinánd megházasodtak, a szertartást Carrillo érsek celebrálta. Izabella, pár nappal később, a királynak levelet írt a házasság megkötéséről.  A fiatal hercegi pár 1470-ben Dueñas városába költözött; ahol 1470. október elsején megszületett Izabella, az első gyermekük. Izabella és Ferdinánd ez után – 1470. októberben – megírt levélben hiába biztosították hűségükről IV. Henriket. A király, Villena márkijának befolyására, aki Johanna infánsnő főtámogatójává vált, 1470. október 25-én, a grandok és a nemesség részére Val de Lozoya mezején tartott gyűlésen, kizárta az örökségből Izabellát, és Johanna infánsnőt jelölte az örökösének.
Az Aragónia és Franciaország között kirobban harcok miatt, 1472. elején, még télen, Ferdinánd hazatért, apja segítségére, akivel 1469-ben látták utoljára egymást. Izabella magára maradt, a férje csak 1472. december végén tért vissza Kasztíliába. A harcok nem szűntek meg, 1473 tavasszal Ferdinánd ismét visszament Aragóniába. Időközben nagymértékben romlott IV. Henrik egészsége. 1473. decemberben végén, Segoviában, Izabella kezdeményezésére, a féltestvérek találkoztak, IV. Henrik és Izabella ki is békültek, Carrillo érsek is jelen volt. 1474. januárban pedig, szintén Segoviában, nem csak Izabella, hanem az előző év decemberében vissza érkezett férje is találkozott IV. Henrikkel, majd Ferdinánd később – már szinte „szokás szerint” – Aragóniába távozott.
1474. október 4-én meghalt Villena őrgrófja, majd Madridban, 1474. december 11-én, elhunyt IV. Henrik király is. Két nappal később a Cortes, Segoviában, 1474. december 13-án, Izabellát Kasztília (és León) királynőjének kiáltotta ki (I. Izabella), és még ezen a napon trónra emelték, de mivel hagyományosan a kasztíliai királyokat egyes kivételektől eltekintve nem koronázták meg, így Izabellát sem koronázták meg királynővé. A királynő örömére, 1475. január legelején, Ferdinánd megérkezett Segoviába.

### A trónra lépésétől Granada visszafoglalásáig (1474–1492)
Izabella királynő uralkodásának a nagyobbik részét az örökösödési háború; a reconquista; és Kasztília (valamint León) újjászervezésének az eseményei tették ki.
Izabella megkoronázása után, 1475. január 15-én, kötötték meg a „Segoviai Szerződést”. Ez a megállapodás szabályozta a kormányzás gyakorlását Izabella és a férje között. Ferdinánd társuralkodó lett, ő V. Ferdinánd néven Kasztília és León királya. (1481-ben Izabella majd az Aragóniai Királyságban lesz társuralkodó /I. Izabella/.) A megállapodást Carrillo érsek és Pedro González de Mendoza kardinális szerkesztették (utóbbi ekkor Sigüenza püspöke, később (1482–1495) Toledo érseke), ő IV. Henrik támogatója volt, és Izabella híve, Kasztília kancellárja lett).
A kasztíliai nemesség azonban megosztott volt, nem támogatta egyöntetűen Izabellát és férjét, a nemesség egy része Johanna infánsnő trónra lépése mellett foglalt állást; kirobbant a kasztíliai örökösödési háborúnak nevezett polgárháború. Johanna infánsnő nagybátyja, V. Alfonz portugál király, bevonult Leónba. 1475. május 30-án, Plasenciában, V. Alfonz feleségül vette Johannát; és az itt összegyűlt kasztíliai nemesek V. Alfonzt és Johannát Kasztília királyává, illetve királynőjévé kiáltották ki (de egyikük se lett megkoronázva; illetve az el sem hált házasságot később – a közeli rokoni kapcsolat miatt – a pápa érvénytelenítette). Carrillo érsek – aki úgy gondolta, Ferdinánd túl nagy szerephez jutott Kasztília kormányzásában – Johanna, illetve V. Alfonz; Beltrán de la Cueva viszont Izabella oldalára állt.
A portugálok és támogatóik sikeresen kezdték az 1475. évi harcokat: Győztek Baltanásnál, elfoglalták Toro városát, Cantalapiedra erőjét, majd októberben Zamora városát is; de Monleón vára ellenállt a portugálok ostromának. 1476. januárban azonban Alfonso (Alonso) de Aragón y de Escobar (1417–1485), Villahermosa hercege, Ferdinánd házasságon kívül született féltestvére, vezette ostrom eredményeként Izabella kezére került Burgos; II. János aragóniai király pedig segítséget adott Izabellának és Ferdinándnak. 1476. március 1-én, a Toro melletti csatában, Ferdinánd aragóniai serege és az Izabella-párti kasztíliaiaknak a hada döntő győzelmet aratott V. Alfonz és a Johanna-párti kasztíliaiak felett (de a békekötésig még három évnek kellett eltelni). Az aragóniai-kasztíliai sereget Ferdinánd, Mendoza kardinális, García Álvarez de Toledo y Carrillo de Toledo (1424 körül – 1488), Alba de Tormes grófja, majd Alba hercege, és Álvaro de Mendoza (?–?), később Castrogeriz (Castrojeriz) grófja (a kardinális távolabbi rokona) vezérelték.  A portugál-kasztíliai sereg vezérei V. Alfonz, a fia, János (1455–1495) trónörökös, Carrillo érsek, és Garcia de Meneses (?–1484), Évora püspöke voltak. Hamarosan, 1476. március 19-én, Ferdinánd Zamora városát visszavette.
V. Alfonz még 1475. szeptemberben szövetségre lépett a Valois-házból származó francia királlyal, XI. Lajossal (1423–1483). Ennek keretében, 1476. március-június között, francia csapatok megpróbáltak – a Pireneusok hegyláncán át – Kasztíliába betörni; de Ferdinánd – jó kapcsolatot kialakítva a navarraiakkal – ezt megakadályozta. V. Alfonz 1476. júniusban visszatért Portugáliába, pár településen hagyott hátra helyőrségeket.
Már 1476. márciusban Pedro Arias Dávila y González (1430–1476) – aki az ostrom alatt elesett –, Pedro Núñez de Toledo (? – ?), és Infantado hercege (egyúttal Santillana márkija, Mendoza kardinális és kancellár bátyja), vezérelte sereg Madrid városát szerezte meg Izabellának; majd Ferdinánd – Villahermosa hercegével együtt – visszafoglalta Cantalapiedra erődjét.  Aztán, még 1476  ősszel, Ferdinánd –  az unokatestvérével, Alonso Enríquez de Quiñones (1432 körül – 1485) admirálissal; Pedro Fernández de Velasco y Manrique de Lara (1425–1492) kasztíliai fő-hadparancsnokkal, Alonso Ulloa de Fonseca Quijada (1422–1505), ávilai püspökkel; és Rodrigo Alonso Pimentellel (1441 körül – 1499), Benavente hercegével, és másokkal együtt – szeptemberben Toro városát, októberben pedig Torónak az erődjét foglalta vissza.  A város, illetve a vár védelmét – kitartóan – a portugál Francisco Coutinho (?–1483), Marialva grófja; valamint a kasztíliai María Sarmiento (?–?) nemesasszony irányította, akinek a férje, a Johanna infánsnő pártjára állt Juan de Ulloa (?–1476), az ostrom alatt meghalt. Közben, 1476. május 8-án, Madrigal de las Altas Torresben, a Cortes Izabellát, mint Kasztília-León királynőjét, megerősítette, és a rendek felesküdtek rá.
1477. januárban Izabella és Ferdinánd Toledóba vonultak be, júliusban Izabella Sevillába. Ferdinánd, és Izabella hívei, fokozatosan felőrölték a Johanna-pártiak ellenállását. 1477 tavaszán érdekes „epizód” történt: Monleón várát, amely ellenállt V. Alfonznak, az elöljáró, Rodrigo Maldonado (?–1507?)  hatalmaskodásai miatt, Ferdinándnak fegyveres erővel kellett elvennie, tőle és a feleségétől; de később a királyi pár megbocsátott az elöljárónak. A királyi pár 1477-ben már ahhoz is elég erősnek érezte magát, hogy Kasztília belekezdjen a Kanári-szigetek (1496-ig eltartó) meghódításába. A tengeri terjeszkedés során, 1478-ban, az afrikai Guinea partjai előtt, a Jorge Correa (–?) és Mem de Palha (?–?) kapitányok vezérelte portugál hajóhad legyőzte a Juanoto Boscá (?–?) vezérelte kasztíliai flottát, de ez a portugál siker nem volt kihatással a kasztíliai örökösödési háborúra. 1478-ban Alba hercege Vilvestre várát visszafoglalta a portugáloktól. 1478. októberben Kasztília és Franciaország békét is kötöttek.
1479. január 19-én, Barcelonában, meghalt II. János király, és Izabella férje – II. Ferdinánd néven – Aragónia királya lett. 1479. február 24-én, az Albuera folyó mellett vívott csatában, az Izabella-párti kasztíliaiaknak az Alonso de Cárdenas (?–1493), a Szent Jakab Lovagrend (Orden Militar de Santiago) nagymestere vezette serege legyőzte a Garcia de Meneses, Évora püspöke vezette portugál sereget, a kasztíliai örökösödési háború végleg eldőlt Izabella javára. 1479. júniusban Izabella és Ferdinánd okiratot adtak ki arról, hogy megbocsátanak az V. Alfonz oldalára állt kasztíliaiaknak, de Carrillo érsek már nem térhetett vissza a királyi udvarba.  Az 1479. szeptember 4-én megkötött Alcáçovasi Szerződés (Tratado de Alcáçovas) meghozta a békét Kasztília (és Aragónia), valamint Portugália között, elismerve a portugálok afrikai terjeszkedését. A portugál városban a szerződő felek a képviselőik útján kötöttek egyezményt, amit – még 1479-ben – Izabella Trujillóban írt alá (távollévő férje pedig 1480-ban, Toledóban). Ezzel a polgárháború is véget ért, a kasztíliai nemességnek már a teljes egésze elfogadta I. Izabella és férje uralmát, Johannának végleg Portugáliába kellett távoznia, ott is halt meg, zárdában, 1530-ban.
1480 első hónapjaiban, a Toledóban tartott Cortesen, határoztak a IV. Henrik uralkodása és az örökösödési háború miatt romokban álló királyságok ügyeinek rendbetételéről, az ország stabilizálásáról. Izabella és Ferdinánd újra felállították a „Santa Hermandad” („Szent Testvériség”) nevet viselő, sajátos kasztíliai végrehajtó-rendfenntartó szervezetet. Ekkor határoztak az inkvizíció megalakításáról is (felállítására 1483-ban kerül sor), amely majd Granada visszafoglalása után a móroknak és a zsidóknak a tömeges elüldözéséhez vezet. A Cortesen határoztak a Hispániai-félsziget móroktól való visszafoglalásának, a reconquistának  beteljesítéséről.
1481. december 26-án a mórok támadása a Kasztília és Granada közötti fegyverszünetet megtörte, tíz évig, 1492. januárig tartó háború kezdődött a két királyság között. A komoly költségekkel járó háború először váltakozó sikerű harcokat hozott. 1482. február 28-án Rodrigo Ponce de León y Núñez (1443–1492), Cádiz márkija, elfoglalta Alhamát. 1482. júliusban viszont Ferdinánd hiába ostromolta, nem tudta elfoglalni Loját (ez majd – 1485. évi, újabb sikertelen kísérlet után – 1486-ban sikerül a királynak). 1483. március 21-én viszont, a Cútar mellett vívott csatában, a Cádiz márkija és az Alonso de Cárdenas vezette kasztíliai sereg súlyos vereséget szenvedett a móroknak az El Zagal (később Granada emírje: XIII. Muhammad Abū 'Abd Allāh az-Zaghall) (1444?–1494?) vezette seregétől. A vereséget részben ellensúlyozta két győzelem: Diego Fernández de Córdoba y Carrillo de Albornoz (?–1487), Cabra grófja, 1483. április 21-én (avagy 23-án), Lucena mellett, győzött a mórok ellen, és foglyul ejtette a Nasszerida dinasztiából származó, Boabdil néven emlegetett Abu Abdullah, teljes nevén XII. Muhammad Abū 'abd-Allah (1459 körül – 1533 körül) granadai emírt, aki 1486-ig a kasztíliaiak fogságában is maradt. Cádiz márkija és Luis de Portocarrero (?–1503), Palma del Río ura, 1483. október 28-án, bevették Zahara de la Sierrát. A mórok elleni harcok közben, 1483 ősszel – október 3-án – egy korábbi, galíciai nemesi felkelés miatt, Mondoñedo városában, valószínűleg a királyi pár parancsára, lefejezték Pedro Pardo de Cela Rodríguez de Aguiar e Ribadeneyra (Pero Pardo de Cela) (?–1483) galiciai marsallt, és fiát, Pedro de Miranda Saavedra y Castrót (?–1483). 1484 nyarán, Ferdinánd vezetésével, több települést elfoglaltak a kasztíliaiak, így Marbellát is. 1485-ben – részben Ferdinánd, részben Cádiz márkija vezérletével – tovább folytatódott a kasztíliai előrenyomulás, és – az 1484. évi sikerekhez képest -, még több települést foglaltak el: Többek között a stratégiai fontosságú Ronda városát (1485. május).
1486. július 7-én, Córdobában, Izabella és Ferdinánd, Boabdillal – a szabadon bocsátása fejében – abban állapodtak meg, hogy Boabdil a nagybátyja, El Zagal által elfoglalt kasztíliai területeket visszaadja, cserébe a kasztíliaiak segítik Boabdilt, a korábban az apja, Muley Hacén (teljes nevén: Abū al-Hasan 'Ali ben Saad) (?–1485) uralta területek visszaszerzésében, nyilvánvalóan, El Zagal ellenében. A megállapodás megvalósítását azonban megakadályozta az, hogy – Boabdil hazatérésekor – Granadában polgárháború tört ki, Boabdil és El Zagal hívei között. 1487-ben a kasztíliaiak és a mórok között, újult erővel, tovább folytak a harcok: A Ferdinánd és Izabella vezérelte kasztíliaiak 1487 augusztusában bevették a fontos kikötővárost, Málagát. Amikor Izabella és Ferdinánd Málaga ellen vonultak, Boabdil Egyiptom mamlúk szultánjától, majd az oszmán-törökök szultánjától kért segítséget, de érdemleges támogatást nem kapott; azonban – 1495-ig – a muzulmán kalózok támadták a spanyol partokat. 1488 nyarán Cádiz márkija kisebb településeket hódoltatott. 1489. december végére egy újabb fontos kikötőváros, Almería került a kasztíliaiak birtokába. Előtte, Baza elfoglalásánál, Izabella a jelenlétével lelkesítette a kasztíliaiakat, akárcsak két évvel korábban, Málaga elfoglalásakor.
1490 kisebb összecsapásokat hozott a két fél között. 1491. április végén a kasztíliai had körülzárta Granadát; Izabella, Ferdinánd és Íñigo López de Mendoza y Quiñones (1440–1515), Mondéjar márkija és Tendilla grófja (Mendoza kardinális unokaöccse) vezérletével. Az utóbbinak a távoli rokona, Gonzalo Fernández de Córdoba y Aguilar (1453–1515), akiből „Nagy Kapitány”, a korszak legkiválóbb spanyol hadvezére lesz, már ott harcolt a kasztíliai seregben. 1491. november 11-én megkötötték a kapitulációs szerződést, 1492. január 2-án Boabdil feladta Granadát (Afrikába távozott, halálának időpontja bizonytalan); a reconquista befejeződött, a Hispániai-félsziget felszabadult a 711-ben kezdődött mór uralom alól. Később, 1496-ban, a mór uralom felszámolásáért, a Borgia-családból származó VI. Sándor (1431–1503) pápa a királyi párnak a „Katolikus Királyok” címet adományozta.

### Amerika felfedezésétől a haláláig (1492–1504)
Izabella uralkodásának utolsó tizenkét évét négy esemény köré lehet csoportosítani: Amerika, az „Újvilág” felfedezése, a felfedező hajóutak támogatása, a gyarmatosítás megkezdése; a zsidók, majd a mórok kiűzése; az itáliai küzdelmekbe való bekapcsolódás, ami a Nápolyi Királyság megszerzését eredményezte; és a gyermekek kiházasítása révén egyfajta szövetségi politika kialakítása. (Utóbbi már megkezdődött Granada elfoglalása előtt, részleteit ennek a szócikknek a „Gyermekei és utódlása” című része tartalmazza.)
A királyi pár Alcalá de Henaresben, 1486. január 20-án fogadta először kihallgatáson a genovai születésű tengerészt, Kolumbusz Kristófot (1451–1506), aki Kínának és Japánnak, valamint az „Indiáknak” az Atlanti-óceánon át történő elérését ajánlotta Izabellának és Ferdinándnak. A reconquista és Kolumbusz terveinek vizsgálata hosszú időt vett igénybe. Csak Granada visszafoglalása után, 1492. április 17-én, az andalúziai Santa Fé városában állapodott meg Izabella és Ferdinánd – az elsősorban a királynő által támogatott – Kolumbusszal. Kolumbusz admirális és a meghódítandó területek alkirálya lett, megkapta az utazáshoz szükséges pénzügyi támogatást. Kolumbusz 1492. augusztus 3-án hajózott ki Palos de la Frontera kikötőjéből, és 1492. október 12-én – feltehetően – a Bahama-szigetekhez tartozó, általa San Salvador (Szent Megváltó) néven elnevezett Guanahani-sziget felfedezésével érte el Amerikát. Az Újvilágból 1493. március 15-én visszatérő Kolumbuszt, Barcelonában, 1493. április 13-án, ünnepélyesen fogadta a királyi pár. Kolumbusz még három hajóutat tett az Újvilágba: 1493. szeptember 25. – 1496. június 11.; 1498. május 30. – 1500. november 25.; és 1502. április 3. – 1504. november 7. között.
Kasztíliából – Kolumbusz mellett – más hajósok is nekivágtak az ismeretlennek; a később Amerigo Vespucciról (1454?–1512) Amerikának elnevezett kontinens felderítésének. Az Izabella uralkodása alatt megtett, jelentősebb felfedező utak: Alonso de Ojeda (1468 körül – 1515) és Juan de la Cosa (1450–1460 között – 1510) – előbbi Kolumbusz első, utóbbi Kolumbusz első és második utazásának a résztvevője – közös, 1499-1500. évi utazása; ezen az utazáson részt vett Amerigo Vespucci is. Ojeda 1502. évi utazása. Pedro Alonso Niño (1468?–1502) 1499-1500. évi utazása (ő is részt vett Kolumbusz első utazásában). Vicente Yáñez Pinzónnak (1462 körül – 1514),aki szintén  részt vett Kolumbusz első utazásában, az 1499–1501. évi utazása. Rodrigo de Bastidasnak (1445–1527), Juan de la Cosával közös, 1500-1502. évi utazása.
Kasztília az 1494. június 7-én megkötött tordesillasi szerződésben, megállapodott vetélytársával, az akkor szintén tengeri nagyhatalomnak számító Portugál Királysággal, a felfedezett (és a még felfedezésre váró) területek felosztásáról. Izabella és Ferdinánd 1503. elején kiadott rendelete értelmében a sevillai székhellyel létrehozott, „Casa de Contratación” ("Szerződéskötések Háza") elnevezésű hivatal kizárólagos jogosultságot kapott az amerikai utazások lebonyolítására, és az amerikai kereskedelemre. Megkezdődött a spanyol gyarmatbirodalom kiépítése, amely az egész földkerekséget átfogta, ezért felette „sohasem nyugodott le a nap”.
Izabella és Ferdinánd uralkodásának árnyoldala, az inkvizíció felállításán túl az, hogy 1492. március 31-én a kereszténységre át nem térő zsidók, 1502. február 12-én pedig a kereszténységre át nem térő muzulmánok kiűzéséről rendelkeztek.
Izabella életének alkonyán a spanyolok a franciákkal szemben (uralkodójuk XII. Lajos (1462–1515) király a Valois-házból) győztesen megvívott, 1499-től 1503-ig tartó itáliai háború befejezésekor megszerezték a Nápolyi Királyságot, és Izabella férje 1504-től III. Ferdinánd néven nápolyi király lett.
A kormányzásban megfáradt, megromlott egészségi állapotú királynő 1504. november 26-án halt meg, Medina del Campóban. Izabella részletes végrendeletet dolgozott ki, amelyben férjét jelölte Kasztília régensének mindaddig, amíg unokájuk, Károly herceg nagykorúvá nem válik. I. Izabella és II. (V.) Ferdinánd ugyanis kételkedtek mind örökösüknek, Johannának, mind a férjének, I. (Szép) Fülöpnek a képességeiben, az uralkodásra való alkalmasságukban. II. (V.) Ferdinánd régenssé jelölését Johanna és Szép Fülöp nehezményezték, ami később viszályokat idézett elő közöttük.
Izabella és Ferdinánd a kasztíliai és az aragóniai közös uralkodásukkal megteremtették az egységes Spanyol Királyság alapjait. Uralkodásukat az államélet minden területén tehetséges személyek segítették.

## Gyermekei és utódlása

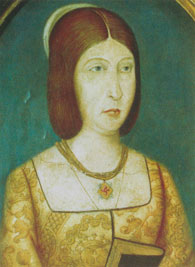
Izabella portugál királyné (1470-1498) (portré, XV. sz., ismeretlen szerző)

- Izabella (1470–1498) infánsnő, akinek első férje Alfonz (1475–1491) infáns volt, az Avis-házból származó, a „Tökéletes Hercegnek” nevezett, II. János (1455–1495) portugál királynak a fia.[27] A házasságot 1490. április 18-án kötötték meg; a férje azonban – balesetben – már a következő évben meghalt. Második férje pedig – akinek Izabella az első felesége lett –, a szintén az Avis-házból származó I. (Szerencsés) Mánuel (1469–1521) portugál király, II. János király távolabbi unokaöccse és utóda; az esküvő 1497. szeptember 30-án volt. Izabella és I. Mánuel gyermekének, Mihály infánsnak (1498–1500) csak rövid élet adatott meg.
- János (1478–1497) infáns, Asztúria hercege, a fiatalon meghalt trónörökös, akinek a felesége az infáns halála után újra házasodott Margit (1480–1530) főhercegnő volt; a Habsburg-házból származó I. Miksa (1459–1519) német-római császár leánya.
- Johanna (1479–1555) infánső, aki – II. Johanna néven – I. Izabella utódaként, kasztíliai és leóni királynő (1504–1555).[28] Férje, Szép Fülöp (1478–1506) főherceg, I. Miksa német-római császár fia.  A Habsburg-házzal, a franciák ellen irányuló, házassági szerződést – mind János infáns, és Margit főhercegnő, mind Johanna infánsnő és Fülöp főherceg vonatkozásában – 1495. január 20-án kötötték meg. Johanna és Fülöp esküvőjére azonban csak 1496. október 20-án, míg János és Margit esküvőjére 1497. április 3-án került sor. Fülöp főherceg, a házasságkötés révén, Izabella halála után, I. Fülöp néven kasztíliai és leóni király (1504–1506) lett, az első Habsburg-házi uralkodó, aki a spanyol királyság trónjára került. Fiatalon elhunyt. Felesége megzavarodott férje halálától, ezért említik őt „Őrült Johanna” néven. Johanna a férje halála után képtelen volt az uralkodói teendőket ellátni, ezért az apja – I. Izabella végrendeletének megfelelően – régensként kormányozta Kasztíliát és Leónt, és I Johanna már csak névleges királynőnek volt tekinthető; vannak olyan forrásmunkák, amelyek ezért – 1506-tól kezdve – címzetes királynőként jelölik. II. (V.) Ferdinánd király 1516-ban bekövetkezett halálakor pedig – ténylegesen – I. Izabella és II. (V.) Ferdinánd unokája, I. Johanna és I. Fülöp fia, Károly (1500–1558) vette át az uralmat, ő I. Károly néven spanyol király és V. Károly néven német-római császár. I. Károly már nem csak Kasztília, avagy Aragónia, hanem egész Spanyolország királya volt.
- Mária (1482–1517) infánsnő, I. (Szerencsés) Mánuel (1469–1521) portugál király második felesége lett, mintegy „követve” nővérét, Izabellát. 1500. október 30-án megkötött házasságuk bőséges gyermekáldásban részesült, gyermekeik közé tartóztak III. János (1502–1554) és I. Henrik (1512–1580) portugál királyok.
- Katalin (1485–1536) infánsnő. Az első férje Artúr (1486–1502) walesi herceg volt, a Tudor-házból származó VII. Henrik (1457–1509) angol király fia, 1501. november 14-én kötöttek házasságot (amelynek szintén megvolt a franciaellenes éle).  A második férje Artúr herceg öccse, VIII. Henrik (1491–1547) angol király, akinek az első felesége lett; az esküvő 1509. június 11-én volt. A házasságból született fiúgyermekek nagyon korán meghaltak, VIII. Henrik már nem remélt fiú utódot a feleségétől, azonban a pápa nem engedélyezte a házasság felbontását. VIII. Henrik ezért elszakította az angol egyházat a római katolikus egyháztól, így jött létre az anglikán egyház. Katalin és VIII. Henrik király leánya volt I. (Véres) Mária (1516–1558) angol királynő. Angol különbíróság 1533. május 23-án érvénytelennek nyilvánította Katalinnak és VIII. Henriknek a házasságát.

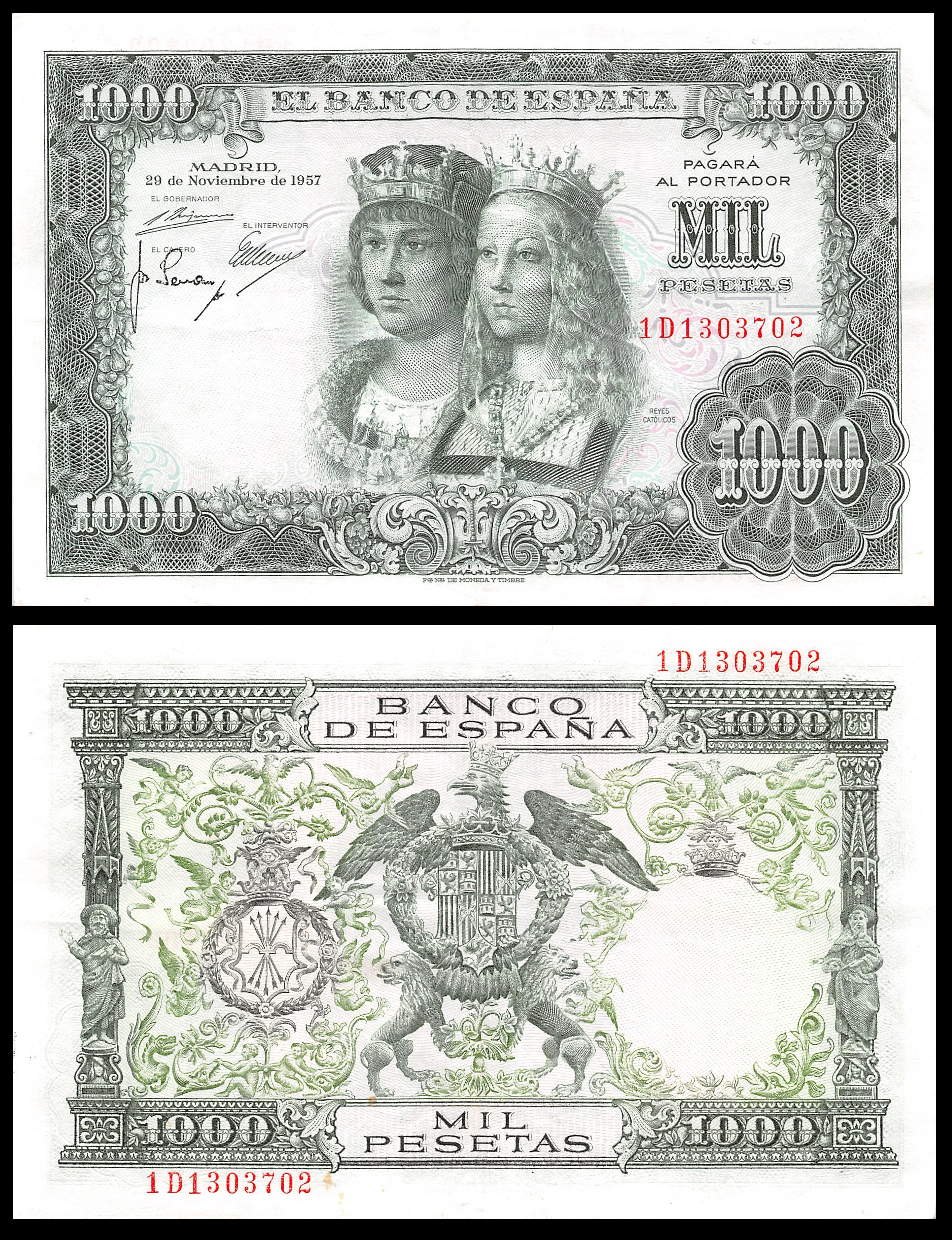
Ferdinánd és Izabella 1957-es sorozatú spanyol 1000 pesetás bankjegy előoldalán, a hátoldalon egyesített címerük látható.

### Történelmi művek
- Fraser, Antonia: Izabella imájával in A. F.: Amazonkirálynők. Boadicea szekere, Európa Könyvkiadó, Budapest, 233-259, 1998. (Az eredeti kiadás: Antonia Fraser: The Warrior Queens: Boadicea's Chariot, Weidenfeld & Nicolson, London, 1988).
- Liss, Peggy K.: Isabel the Queen: Life and Times, Oxford, Oxford University Press, 1992.

### Szépirodalom
- C. W. Gortner: A királynő esküje, Tericum Kiadó, Budapest, 2013.
- C. W. Gortner: Az utolsó királynő, Tericum Kiadó, Budapest, 2012.
- Emlékét őrzi Móra Ferenc Királyok föld felett és föld alatt című elbeszélése is (megjelent a Túl a Palánkon című kötetben).

### Kapcsolódó művek
- Glorias de la Nobleza Española, Tarragona, 1899. ( – 2015. november 17.)

| Előző uralkodó: IV. Henrik | Kasztília királynője 1474 – 1504 | Következő uralkodó: II. Johanna |